# Boaventura Almeida
Pour les articles homonymes, voir Almeida (homonymie).
Pas d'image ? Cliquez ici

a Compétitions nationales et continentales officielles uniquement.

b Matchs officiels uniquement.
Dernière mise à jour le 27 juin 2024.
Boaventura Almeida, né le 18 avril 2001 à Lisbonne (Portugal), est un joueur international portugais de rugby à XV jouant aux postes de troisième ligne et de deuxième ligne au sein du Rugby Club Suresnes.

## Biographie

### Jeunesse et formation
Boaventura Almeida naît à Lisbonne au Portugal le 18 avril 2001. Il est surnommé Tutas. 
Après avoir été initié au rugby à XV au Cascais Rugby Linha (en), Almeida rejoint le centre de formation de la Section paloise en 2021. De 2021 à 2024, il évolue avec les espoirs du club béarnais, sans disputer de matchs en équipe première.
Boaventura Almeida représente le Portugal dans les catégories des moins de 18 ans[réf. nécessaire] et moins de 20 ans.

### Carrière sénior
En 2021 et 2022, il participe à la Rugby Europe Super Cup avec les Lusitanos XV.
En début d'année 2022, il est convoqué en équipe du Portugal dans le cadre du Championnat d'Europe. Cependant, il ne joue aucune rencontre.
En février 2024, il connaît sa première cape lors du Championnat d'Europe avec l'équipe du Portugal, entrant en jeu face à la Pologne,,.
Pour la saison 2024-2025, Almeida rejoint le Rugby Club Suresnes Hauts-de-Seine évoluant en Nationale 2024-2025, entrainé par David Auradou et Conrad Stoltz.